# 三次盆地
三次盆地（みよしぼんち）は、広島県北部、中国山地と吉備高原の間に位置する山間盆地。

## 概要
- 船佐・山内逆断層帯に位置する[1]。山に囲まれいくつものの川が流れる盆地底には平地が広がり、標高は150から170mほど。気候は瀬戸内海型を帯びるが内陸性で[2]、盆地特有の寒暖の差が激しく、冬は寒く雪が多い。晩秋から早春に発生する濃い霧は神秘的で霧の海として知られる。

### 位置
- 脊梁山地である中国山地の断層崖を形成する北部と、吉備高原へ続く石英斑岩・花崗岩・第三紀の丘陵性山地の南部にはさまれる。南北25㎞、東西40㎞。
- 西城（さいじょう）川、馬洗（ばせん）川、可愛（えの）川、神野瀬（かんのせ）川などが流れ込む江の川の上流域にあたり、川筋を通路にして山陰地方（日本海）と山陽地方（瀬戸内海）を結ぶ内陸交通の要地。中心都市は三次市（旧双三郡三良坂町・吉舎町も含む）で、庄原市や、旧吉田町（現：安芸高田市）なども発展する。

### 産業
- 米作が中心の農業と、牧牛などの畜産が盛んである。その他、煙草や鮎も特産。